# Fred Jerkins III
 (décembre 2011).
Si vous disposez d'ouvrages ou d'articles de référence ou si vous connaissez des sites web de qualité traitant du thème abordé ici, merci de compléter l'article en donnant les références utiles à sa vérifiabilité et en les liant à la section « Notes et références ».
Fred Jerkins III est un parolier américain, plus connu pour son travail avec son frère, le producteur Rodney « Darkchild » Jerkins. Jerkins a coécrit plusieurs chansons avec son frère Rodney Jerkins et LaShawn Daniels telles que The Boy Is Mine de Brandy et Monica, Say My Name et Lose My Breath des Destiny's Child, It's Not Right (But It's Okay) de Whitney Houston et des titres de l'album Invincible de Michael Jackson. 
Il dirige une maison de disques qui s'appelle Darkchild Gospel.

## Production
Jerkins a écrit et produit pour : Brandy, Michael Jackson, Beyoncé, Toni Braxton, Jessica Simpson, Jennifer Lopez, Aaliyah, Mary Mary, Destiny's Child, Spice Girls, Mel B, Shola Ama, TLC, Will Smith, Janet Jackson, Beyoncé, Whitney Houston, Mary J. Blige, Men of Vizion, Keith Washington, Lionel Richie, Kirk Franklin, Kierra Sheard, Virtue, Trin-i-tee 5:7 ou encore Deitrick Haddon.

## Récompenses
- Grammy Award du meilleur album R&B  – Say My Name par Destiny's Child[1].
- Dove Award pour l'album urbain de l'année – Church On The Moon par Deitrick Haddon[2].
- Dove Award pour l'album urbain de l'année – This Is Me par Kierra “Kiki” Sheard[3].
- Dove Award pour la chanson urbaine de l'année – You Don’t Know par Kierra “Kiki” Sheard[4].